# Dnevni avaz
Dnevni avaz ("Dagens röst") är den största dagstidningen i Bosnien och Hercegovina. Tidningen grundades 1995 av Fahrudin Radončić.
År 2006 beslutade tidningsledningen att bygga ett nytt högkvarter. Den nya byggnaden blev en 172 meter hög skyskrapa i Sarajevo. Skyskrapan fick namnet Avaz Twist Tower (ATT) och stod klar 2008. Avaz Twist Tower blev även den högsta byggnaden på Balkan. Tidningens tidigare huvudkontor byggdes om till hotell, Radon Plaza Hotel.

## Fotnoter
1. ↑  "Bosnian Tower Round The Twist" by Skyscrapernews.com Arkiverad 22 oktober 2012 hämtat från the Wayback Machine. Retrieved on 22 June 2012.
2. ↑  Avaz Twist Tower Arkiverad 24 september 2012 hämtat från the Wayback Machine. www.avaztwisttower.ba, hämtad 28 oktober 2012.